# Parco nazionale di Ojcow

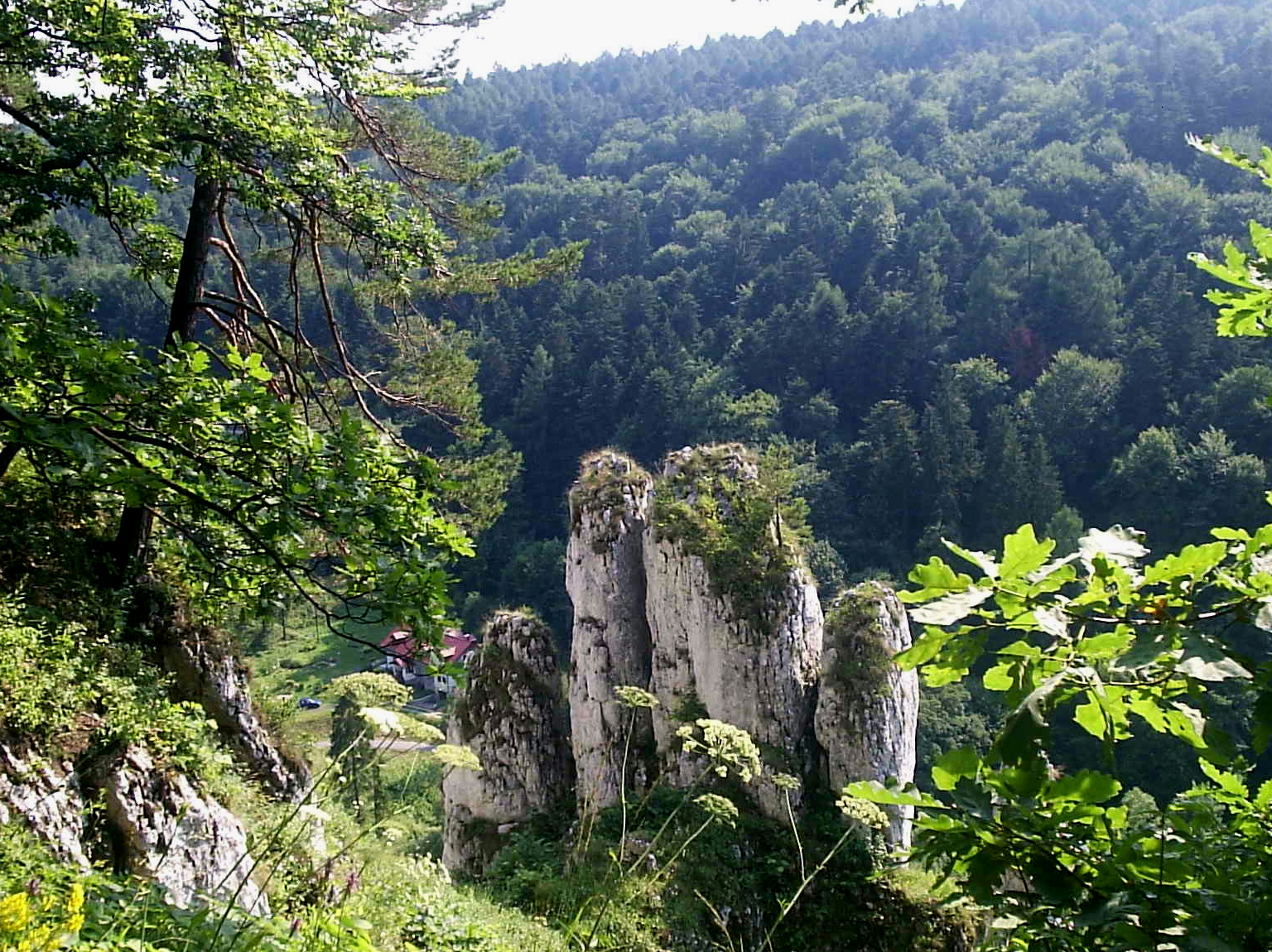
Scorcio panoramico del parco

Il parco nazionale di Ojcow (in polacco Ojcowski Park Narodowy) è un parco nazionale della Polonia nel distretto di Cracovia, nel voivodato della Piccola Polonia.
Istituito nel 1956, sorge a pochi chilometri da Cracovia, e prende il nome dal piccolo paese di Ojcow.
Nel parco sono presenti numerose formazioni carsiche, affioramenti di rocce gessose e numerose miniere.
La presenza umana è attestata da insediamenti risalenti al paleolitico databili a circa 120 000 anni fa.